# Renaissance flamande
Pour la peinture hollandaise et flamande du XVe siècle, voir les primitifs flamands.

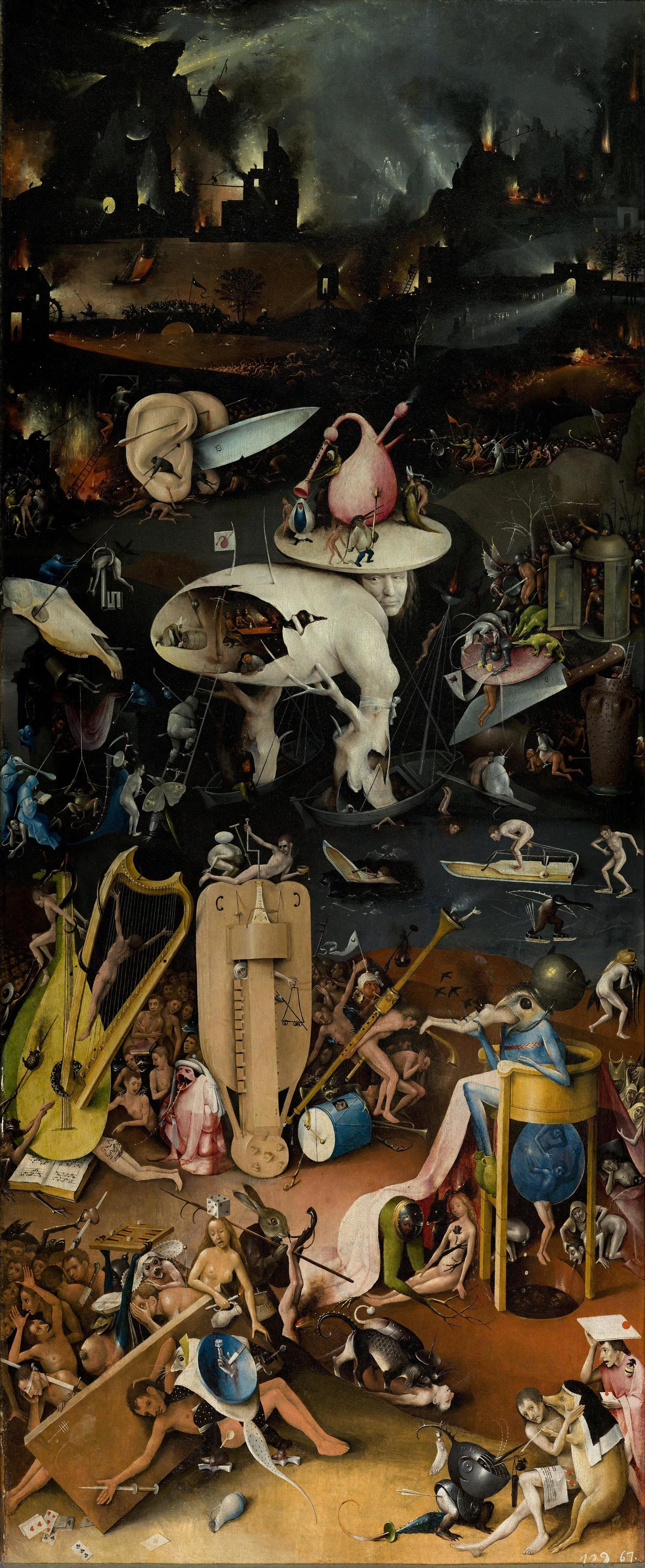
L’Enfer, le panneau droit du triptyque Le Jardin des délices de Jérôme Bosch.

Le terme de renaissance flamande est une expression historiographique qui désigne une période de production artistique de la période de la Renaissance dans le territoire des Pays-Bas méridionaux. La période débute en 1500 et se termine en 1584. Les artistes, qui s’étendent des maniéristes anversois et de Jérôme Bosch au début du siècle jusqu’aux maniéristes du Nord tardifs tels Hendrik Goltzius et Joachim Wtewael à l’autre extrémité du siècle, créent en se basant à la fois sur les récentes innovations de la peinture italienne et sur les traditions locales issues des primitifs flamands. Anvers est alors le plus important centre artistique de la région. De nombreux artistes travaillent au service des diverses cours européennes, y compris Bosch, dont les images peintes fantastiques ont marqué l’Histoire de l'art. Jan Mabuse, Maarten van Heemskerck et Frans Floris ont joué un rôle central dans l’adoption des modèles italiens pour mieux les incorporer dans leur propre langage artistique. Les peintres flamands et hollandais ont aussi joué un rôle marquant dans l’apparition de nouveaux sujets picturaux comme la peinture de paysages et la peinture de genre. Joachim Patinier, par exemple, joue un rôle important dans le développement de la peinture paysagère, quand Pieter Brueghel l'Ancien et Pieter Aertsen s’illustrent surtout dans la peinture de genre.
L'art du portrait, favorisé par l'essor du commerce et la richesse qu'il apporte dans des villes alors très prospères comme Bruges puis Anvers, se développe avec des peintres comme Jan van Hemessen, Catharina van Hemessen, Pieter Pourbus et son fils Frans Pourbus l'Ancien, puis Antonis Mor.

## Évolution stylistique

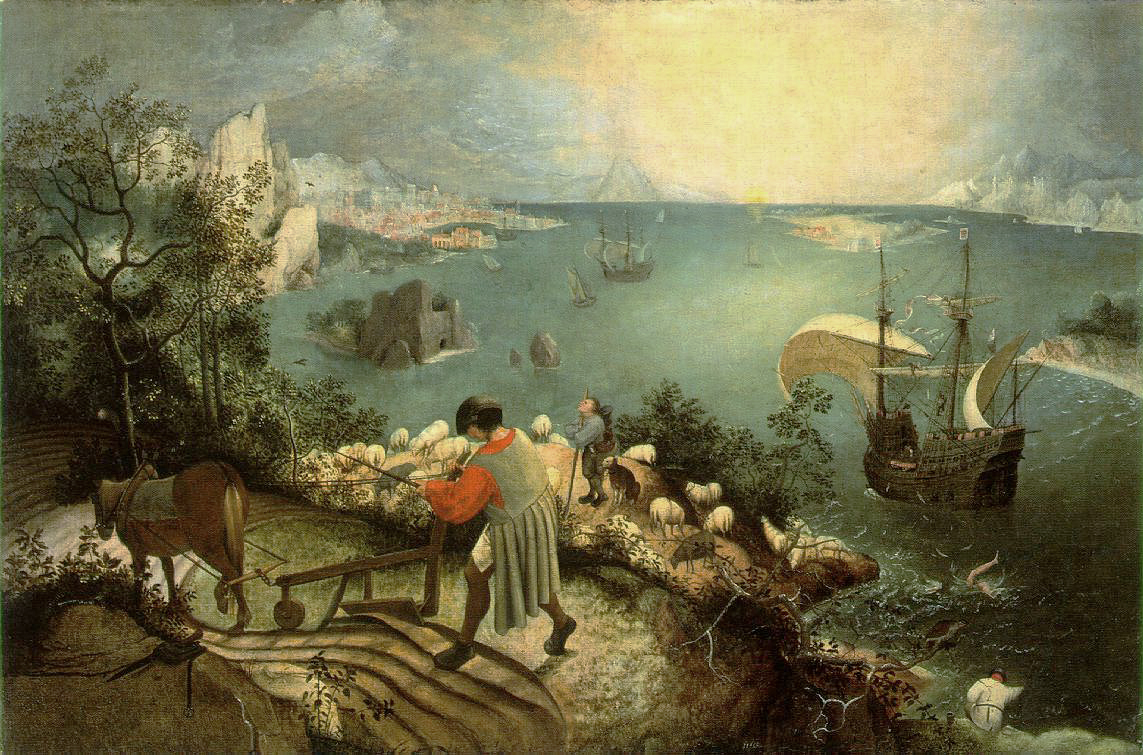
La Chute d'Icare, considérée comme une copie de Pieter Brueghel l'Ancien.

Les influences de la renaissance italienne commencent à se faire sentir sur les primitifs flamands aux alentours de 1500, mais dans bien des aspects, l’ancien style persiste longtemps. Le maniérisme anversois est un terme désignant un ensemble de peintres ayant intégré une part d’influence italienne, mais qui restent pour l’essentiel dans la continuité du style et des sujets des maîtres anciens. Jérôme Bosch est un artiste hautement individualiste, dont le travail étrange est plein d’une imagerie apparemment irrationnelle, difficile de ce fait à interpréter. Cependant, la plupart de ses travaux apparaissent étonnamment modernes, introduisant un monde onirique qui semble plus proches de l’art gothique que de la renaissance italienne, bien que des épreuves vénitiennes de la même période montrent un semblable degré de fantaisie. Les romanistes sont la deuxième phase de l’influence : ils adoptent des manières italiennes de manière beaucoup plus large.
Après 1550 les peintres hollandais et flamands commencent à montrer davantage d’intérêt pour la nature et la beauté per se, conduisant à un style qui incorpore des éléments renaissance, mais demeurent loin de l‘élégante légèreté dont témoigne l’art de la renaissance italienne,
et mène directement aux thèmes des grands peintres baroques flamands et hollandais : paysages, vies tranquilles et peinture de genre — des scènes de la vie quotidienne.
Cette évolution transparaît dans les œuvres de Joachim Patinier et Pieter Aertsen et Pieter Brueghel l'Ancien, reconnu pour ses peintures de la nature et de la vie ordinaire, témoignant d’une préférence pour la condition naturelle de l’Homme, dépeignant le paysan plutôt que le prince.
La Chute d'Icare considérée comme une copie d’une œuvre de Bruegel, bien qu’atypique par bien des aspects, combine plusieurs éléments de la peinture de la renaissance nordique. Il témoigne d’un renouveau de l’intérêt pour l’antiquité (la légende d’Icare), mais le héros Icare est dissimulé à l’arrière-plan. Les acteurs principaux dans cette peinture sont la nature elle-même et, plus encore, le paysan, qui ne relève même pas la tête de sa charrue lorsqu’Icare chute. Bruegel montre l’homme en anti-héros, comique et parfois grotesque.

## Peintres
- Pieter Aertsen
- Simon Bening
- Hieronymus Bosch
- Pieter Brueghel l'Ancien
- Pieter Brueghel le Jeune
- Joos van Cleve
- Pieter Coecke van Aelst
- Jérôme Cock
- Corneille de Lyon
- Hans Eworth
- Jan Van Eyck
- Frans Floris
- Maarten van Heemskerck
- Catarina van Hemessen
- Jan Sanders van Hemessen
- Adrien Ysenbrandt
- Jan Mabuse van Gosaert
- Antonio Moro
- Lucas van Leyden
- Lambert Lombard
- Quentin Matsys
- Jan Mostaert
- Bernard van Orley
- Joachim Patinier
- Frans Pourbus l'Ancien
- Pieter Pourbus
- Jan Provoost
- Marinus van Reymerswaele
- Jan van Scorel
- Levina Teerlinc
- Jacob van Utrecht
- Rogier van der Weyden

## Architecture
L'architecture en Flandre connut un grand essor à la Renaissance malgré les guerres qui aboutirent au XVIe siècle à la séparation entre les Pays-Bas septentrionaux et les Pays-Bas méridionaux, comprenant la Flandre.
En Flandre, le style de la Renaissance n'a pas eu à s'imposer et fut assimilé assez rapidement, formant dans un premier temps un style hybride, donnant naissance à des bâtiments de conception gothique et de décor antiquisant, tout en préservant le pignon à gradins, symbole local. Le style Renaissance venu tout droit d'Italie s'adapta sans trop de peine aux traditions architecturales locales, dès 1517 en effet, le Palais élevé pour Marguerite d'Autriche à Malines marqua le début de l'architecture de la Renaissance dans les Pays-Bas méridionaux.
De nombreux monuments caractéristiques de ce nouveau style voient alors le jour dans la première moitié du XVIe siècle, nous pouvons citer :
- Le palais des évêques de Liège, construit en 1526 ;
- La vieille Bourse d'Anvers construite en 1531 ;
- La maison du Saumon construite à Malines en 1534.

À partir des années 1530, ce sont également les maisons privées, les maisons de corporations qui seront élevées dans ce nouveau style, tels la maison des Bateliers (1531) à Gand et celle de l'Enfant prodigue à Malines. Ces maisons n'ont pas connu de modification majeures puisqu'elles continuaient de superposer leurs baies au sein d'un pignon à gradins mais leur décor fut mis au goût de la Renaissance.

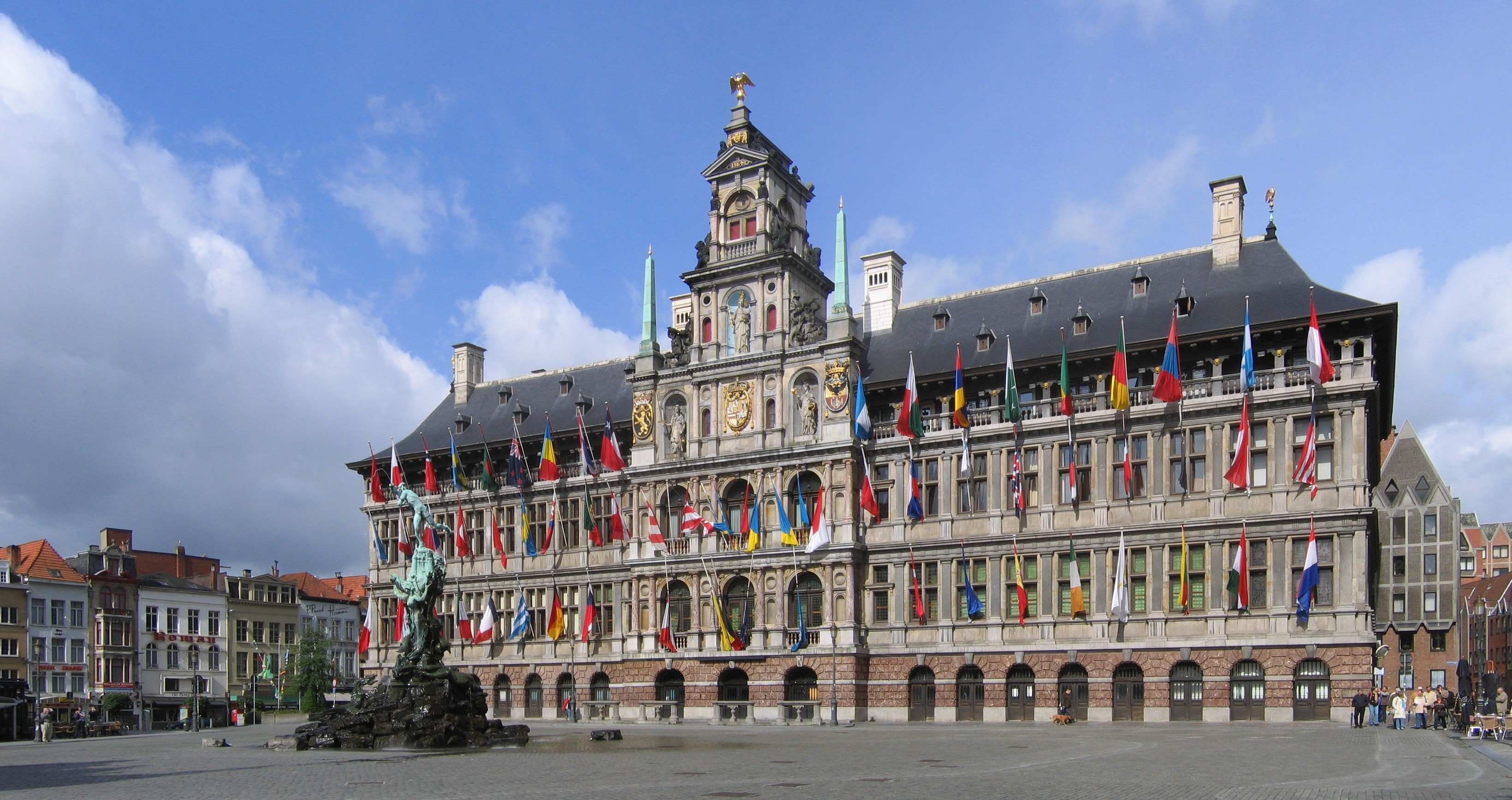
L'hôtel de ville d'Anvers conçu par Cornelis Floris de Vriendt, et achevé en 1564.

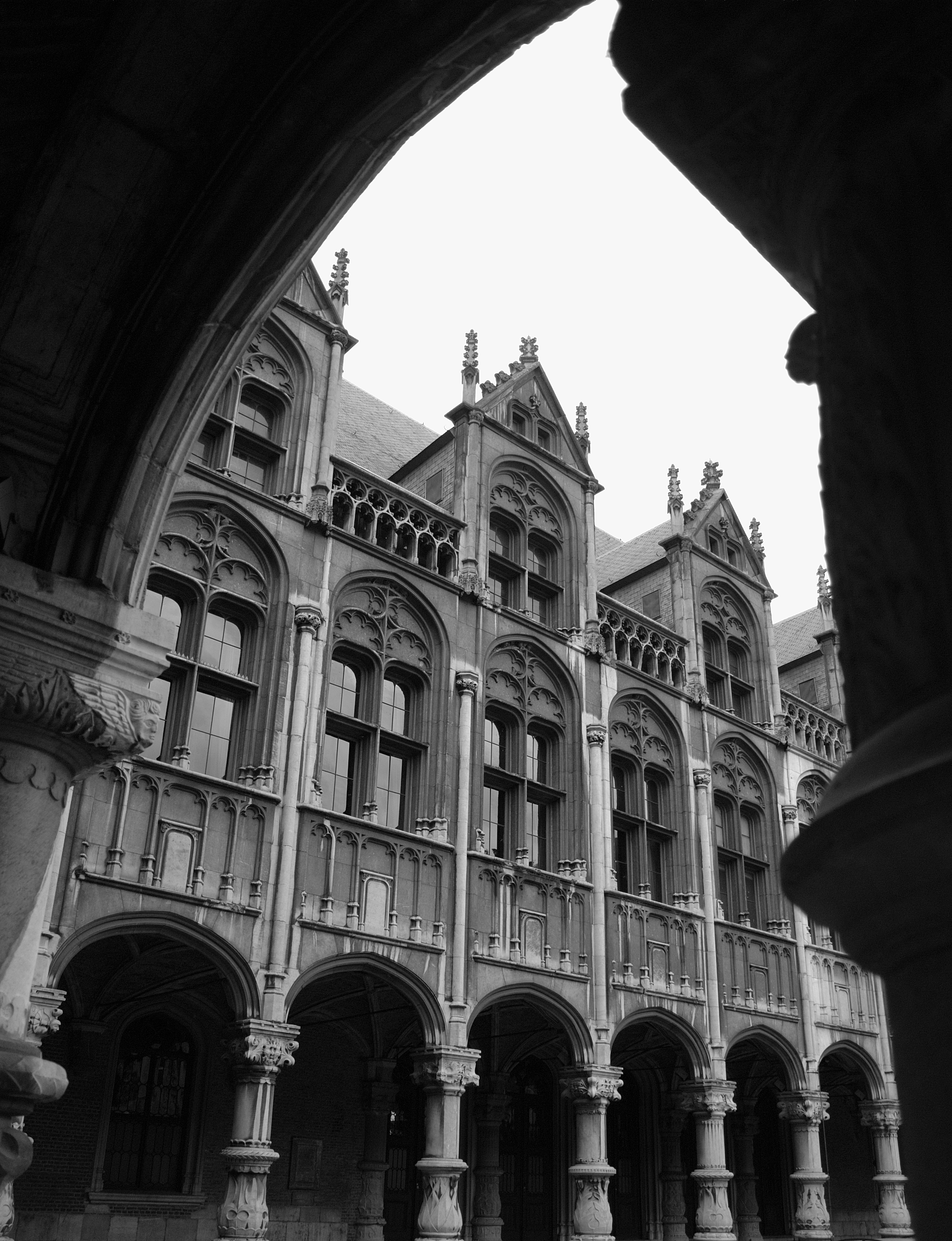
Le Palais des princes-évêques de Liège construit en 1526.

Le style de la Renaissance put d'autant plus prendre son essor que Pierre Coecke traduisit dès 1539 en flamand les Règles d'architecture de Serlio. Cependant, rares sont les constructions dans le pur style italien car les traditions décoratives et constructives locales sont vivaces. L'hôtel de ville d'Anvers, bâti en 1561 par Corneille de Vriendt, constitue une œuvre unique dans le passage d'un style renaissance encore soumis aux traditions locales à l'acceptation d'un style classique bien plus proche de celui des palazzo romains. Cependant, cette oeuvre reste une expérience personnelle et isolée, et bien vite les vieilles formules reprirent le dessus.